# میرزا کریم‌خان رشتی
میرزا کریم‌خان رشتی از رجال سیاسی فعال دوره مشروطه بود. میرزا کریم خان علی‌رغم مساعی فراوانی که در اعاده مشروطیت مبذول نموده بود، هیچ مقام و منصبی را نپذیرفت و تا پایان عمر در زمره رجال متنفذ پشت پرده سیاست قرار داشت.

## زندگی‌نامه
عبدالکریم خان اکبر معروف به میرزا کریم خان رشتی فرزند میرزا کاظم خان وکیل الرعایای امشه‌ای (از مالکان گیلان) و برادرزاده اکبر خان بیگلربیگی (از اعیان گیلان در عصر ناصری و اجاره دار گمرکات شمال) و پسرعموی فتح‌الله خان اکبر و صادق خان اکبر (از اعیان و رجال معتبر ایران که در دوره قاجار و پهلوی به وکالت و وزارت و حکومت رسیدند) بود.
میرزا کریم خان و برادرانش عبدالحسین خان سردار محیی، حسن خان عمیدالسلطان، ابوتراب خان معزالسلطنه، احمدعلی خان امشه‌ای و عباس خان امشه‌ای در جریان مبارزات مشروطه خواهی در ایران، خصوصاً در دوره استبداد صغیر، نقش قابل توجهی داشتند. به ویژه میرزا کریم خان که مغز متفکر انجمن سری موسوم به کمیته ستار به‌شمار می‌آمد که هدف از تشکیل آن اعاده مشروطیت در دوره استبداد صغیر با توسل به قوه قهریه بود. در نهایت اقدامات این کمیته منجر به انقلاب محرم ۱۳۲۷ ه‍.ق رشت و فتح این شهر توسط مشروطه خواهان شد که این واقعه نیز به نوبه خود زمینه فتح تهران و خلع محمدعلی شاه قاجار را فراهم نمود.
میرزا کریم‌خان رشتی (عبدالکریم‌خان اکبر) چهارمین پسر حاج محمدکاظم وکیل‌الرعایا (حاج وکیل) در حوالی سال ۱۲۶۱ خورشیدی (۱۳۰۰ قمری) در رشت به‌دنیا آمد. پدر وی از متمولین گیلان و از طایفهٔ امشه‌ای بود.
میرزا کریم‌خان سَری پرشور داشت و در عنفوان جوانی با اشخاص روشن‌فکر و مترقّی آمد و شد می‌کرد و عقاید نوین را الهام می‌گرفت. او به‌واسطه مسافرتی که به اروپا کرد مجذوب تجلیات تمدن نوین شد و آرزومند بود که ایران هم روزی از آزادی و تمدّن برخوردار شود.
میرزا کریم‌خان رشتی و معاضدالسلطنه نقل می‌کردند، لنین در آن زمان در سویس می‌زیسته و با آنان آشنایی پیدا کرده و توصیه‌هایی به مراکز آزادی‌خواهان روسیه برای تقویت و معاضدت انقلابیون ایران نموده‌است.
بوندارفسکی می‌نویسد:
لنین برای به‌دست آوردن اطلاعات هرچه کامل‌تر و بیش‌تر دربارهٔ انقلاب ایران در سال‌های ۱۹۰۸ و ۱۹۰۹ با مهاجران ایرانی در پاریس و ژنو دیدار می‌کرد… لنین در سال ۱۹۰۸ از باشگاه مهاجران انقلابی ایران، «انجمن ایران جوان» در پاریس، دیدن کرد.
میرزا کریم‌خان رشتی در نیمه سال ۱۹۰۸ در رشت سازمان مخفی خود را بنیان نهاد. کمیته سّری رشت «ستار» نام داشت. اعضای کمیته عبارت بودند از میرزا کریم‌خان رشتی (خان اکبر) و سه برادرش معزالسلطان، عمیدالسلطان و احمدعلی‌خان. در این کمیته که در رأس‌شان میرزا کریم‌خان رشتی جای داشت، همه‌روزه در اطراف جنبش و نحوه اجرا مذاکره می‌کرد و نقشه می‌کشید.
اسماعیل رائین به‌نقل از یک بازرگان ایرانی مقیم باکو، که با بلشویکهای قفقاز مربوط بوده، ماجرای سفر میرزا کریم‌خان رشتی به باکو را چنین شرح می‌دهد:
در این موقع که در تبریز مشغول جنگ و دفاع بودند، از پاریس و اسلامبول خبر می‌رسید که اروپائیان می‌گویند که اهالی تبریز آنارشیست هستند و اهالی ایران مشروطه نمی‌خواهند؛ بنابراین به هر ترتیب هست در یکی از نقاط ایران شروع به انقلاب نمایید. و ضمناً از کمیته ایرانیان پاریس که از انجمن سعادت اسلامبول مجزا شده بودند، کاغذی به کمیته ما رسید که شخصی وارد خواهد شد موسوم به میرزا کریم‌خان. شما در باب انقلاب رشت با ایشان مذاکره نمایید…
سیدجعفر پیشه‌وری می‌نویسد:
ارژنیکیدزه با وجود این‌که بعد از استالین دومین شخصیت انقلاب روسیه بود… مانند یک مجاهد و یک دواساز یا معین طبیب (پزشکیار) ساده در دسته مجاهدین میرزا کریم‌خان رشتی داخل شد.
سرگی ارژنیکیدزه کلوبی به‌نام «بین‌الملل» در رشت تأسیس کرد. او مقالات و مطالبی دربارهٔ مبارزه طبقاتی در ایران، انقلاب سال ۱۹۰۵، خصلت و هدف انقلاب ایران… نوشته، کار مطالعه آن‌ها را در بین انقلابیون جوان گیلان و توده‌های سازمان می‌داد.
به ابتکار گ.ک. ارژنیکیدزه، گروه سوسیال دمکرات رشت [کمیته ستار] مانیفست کمونیستی نوشته مارکس به زبان فارسی ترجمه گردید، ترتیبی داده شد که مطبوعات بلشویک‌ها را از آن سوی مرز به ایران وارد کنند، این نشریات از طریق باشگاه‌های سیاسی میان ایرانیان پخش می‌گردیدند. او [ارژنیکیدزه] در تابستان ۱۹۱۰ از ایران خارج شد.

## کمیته زرگنده
او از افراد پشت پرده کمیته آهن یا کمیته زرگنده بود که توسط اعضای اصلی کمیته  «سید ضیاءالدین طباطبایی، میرزا محمودخان مدیرالملک (محمود جم)، دکتر منوچهرخان طبیب ژاندارمری (شوهرخواهر کلنل کاظم سیاح)، میرزا موسی خان رئیس خالصجات، سرهنگ مسعود کیهان. جمعی هم از تهران می‌آیند و می‌روند مانند ملک الشعراء بکودتای ۳ اسفند ۱۲۹۹ بود.گفته می شود شبکه اردشیر جی از سال ۱۹۱۳ به وسیله میرزا کریم خان رشتی با رضاخان شده بود و هدایت او را برعهده داشت.     
میرزا کریم‌خان رشتی معرف رضا خان به کمیته آهن بود و از این کودتا حمایت کرد اما پس از کودتا همانند سایر اعضای کمیته زرگنده مورد توجه قرار نگرفت خاصه اینکه حاضر به پذیرش هیچ گونه شغلی نیز نشد. او تا پایان سلطنت وی یعنی سال ۱۳۲۰ در تبعید به سر می‌برد ولی پس از روی کار آمدن محمدرضا پهلوی به تهران احضار شد و مشاور و ندیم پادشاه جوان گردید.
میرزا کریم خان رشتی در ۲۹ فروردین سال ۱۳۲۶ خورشیدی در تهران بدرود حیات گفت و در مقبره خانوادگی خاندان اکبر واقع در گورستان ابن بابویه به خاک سپرده شد.
وی دارای دو فرزند دختر و پسر بود. پسر وی دکتر اکبر از اساتید معروف علوم سیاسی دانشگاه تهران بود که در زمان انقلاب تصفیه شد. دکتر اکبر کتاب مکتب‌های ایدئولوژیک سوسیالیزم - لیبرالیزم و کاپیتالیزم را نوشته‌است.